# Барболин, Николай Степанович
Никола́й Степа́нович Барбо́лин (1 марта 1922, Павлово, Великоустюжский уезд, Северо-Двинская губерния, РСФСР — 12 января 1944) — Герой Советского Союза (26.10.1943), участник Великой Отечественной войны, командир орудия 115-го гвардейского истребительно-противотанкового артиллерийского полка 7-я гвардейская армия Степного фронта, гвардии старший сержант.

## Биография
Родился в 1 марта 1922 года в деревне Павлово (ныне в Кичменгско-Городецком районе Вологодской области) в крестьянской семье. Русский. Окончил неполную среднюю школу, работал в колхозе и на лесозаготовках.
В Красной армии с 1940 года. Участник Великой Отечественной войны с июня 1941 года.
Командир орудия 115-го гвардейского истребительно-противотанкового артиллерийского полка (7-я гвардейская армия, Степной фронт) кандидат в члены ВКП(б) гвардии старший сержант Николай Барболин 28 сентября 1943 года с вверенным ему орудийным расчётом в числе первых форсировал реку Днепр в районе села Бородаевка Верхнеднепровского района Днепропетровской области Украины, и артиллерийским огнём содействовал пехотинцам в захвате и удержании бородаевского плацдарма.
10 октября 1943 года при отражении вражеской контратаки гвардии старший сержант Н. С. Барболин поджёг танк противника. Когда был ранен наводчик, Бараболин заменил его и подбил ещё два танка.
Указом Президиума Верховного Совета СССР от 26 октября 1943 года «за образцовое выполнение боевых заданий командования на фронте борьбы с немецкими захватчиками и проявленные при этом мужество и геройство» гвардии старшему сержанту Барболину Николаю Степановичу присвоено звание Героя Советского Союза с вручением ордена Ленина и медали «Золотая Звезда» (№ 1425).
Погиб в бою 12 января 1944 года.

## Награды
- Медаль «Золотая Звезда» Героя Советского Союза (№ 1425)
- Орден Ленина

## Память
- Похоронен в Кропивницком в Пантеоне Вечной Славы.
- Именем Героя названа улица в Кропивницком.
- Его имя выбито на памятной стеле в честь Героев-освободителей Кропивницкого в Пантеоне Вечной Славы.